# Unión San Felipe
Unión San Felipe is een Chileense voetbalclub uit de gelijknamige stad, die in 1956 werd opgericht.
Het is de enige Chileense club die er ooit in slaagde om landskampioen (1971) te worden nadat het het jaar daarvoor kampioen in de tweede klasse (1970) was.

## Erelijst
- Primera División

Kampioen (1): 1971
- Segunda División

Kampioen (3): 1970, 2000, 2009
- Copa Chile

Kampioen (1): 2009

## Trainer-coaches
- Julio Di Meola (1998-1999)
- Raúl Toro (2000-2003)
- Mario Soto (2004)
- Hernán Godoy (2004-2005)
- Rubén Espinoza (2006)
- Ariel Paolorossi (2006)
- Daniel Chazarreta (2007-2008)
- Héctor Roco (interim) (2008)
- Mario Flores (interim) (2008)
- Roberto Mariani (2008-2009)
- Gustavo Cisneros (2010)
- Ivo Basay (2010)
- Nelson Cossio (2011-)